# Husdjursförening
Husdjursförening, typ av organisation som hjälper uppfödare av nötkreatur med avel, stambokföring, djurhälsa och rådgivning. I Sverige finns det elva regionala husdjurföreningar som alla är organiserade som ekonomiska föreningar. De är anslutna till riksorganisationen Svensk Mjölk som är avelsförening för flertalet nötkreatursraser. När det gäller aveln samarbetar föreningarna genom det gemensamt ägda företaget Viking Genetics. Tjursperma som används för insemination distribueras över hela landet. Den svenska avelsmodellen, som sätter stor vikt vid djurhälsa och fertilitet, har varit så framgångsrik att sperma på senare år även börjat exporteras i stor utsträckning.